# Jan Mařák

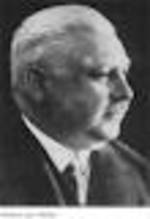
Jan Mařák nel 1920 circa

Jan Mařák (Dunakeszi, 2 maggio 1870 – Královské Vinohrady, 21 ottobre 1932) è stato un violinista e insegnante cecoslovacco.

## Biografia
Jan Mařák nacque a Dunakész (oggi Dunakeszi). Già da bambino dimostrò un grande talento musicale. Dal 1882 al 1889 studiò il violino con Antonín Bennewitz al Conservatorio di Praga. Dopo la sua formazione lavorò per un breve periodo come primo violino del teatro comunale di Königsberg, e poi ad Amburgo. Al Conservatorio di Praga, dove dal 1897 alla morte è professore di violino, insegnò principalmente secondo il metodo di Ševčík. Formò numerosi e valenti allievi, tra i quali Milan Zula, Váša Příhoda, Kitty Červenková, Andreina Paganini, Anna Serbousková, Alberto Casabona, Stanislav Novák e Václav Talich.
Fu direttore d’orchestra al Teatro Nazionale di Praga dal 1892 al 1897. 
Mařák è anche noto come editore e revisore di studi tecnici, autore di scritti sulla pedagogia del violino e come arrangiatore di numerose composizioni, in particolare di Antonín Dvořák.
Mancò il 21 ottobre 1932 a Královské Vinohrady (Praga).

## Scritti
- Housle (=Il violino), Praga, 1923; 3ª ed. a cura di Viktor Nopp, ivi, 1944[4]

## Opere didattiche
- Denní studia pro housle (= Esercizi giornalieri per il violino),  Praga, Urbánek, 1919
- Studium Stupnic a akordů (=Lo studio delle scale e degli accordi), Praga, Urbánek, 1931[5]